# Żeglarstwo na Letnich Igrzyskach Olimpijskich 1924
Żeglarstwo na Letnich Igrzyskach Olimpijskich 1924 w Paryżu rozgrywane było w dniach 10–13 lipca w Meulan-en-Yvelines na Sekwanie (monotyp olimpijski) oraz 21–26 lipca 1924 r. na kanale La Manche u wybrzeży miasta Hawr (klasy 6 i 8 metrów). W programie znajdowały się trzy konkurencje.

## Medaliści
| Konkurencja        | Złoto                                                                                       | Srebro                                                                                          | Brąz                                                                                                   |
| monotyp olimpijski | Belgia · Léon Huybrechts                                                                    | Norwegia · Henrik Robert                                                                        | Finlandia · Hans Dittmar                                                                               |
| 6 metrów           | Norwegia · Elisabeth VAnders Lundgren · Christopher Dahl · Eugen Lunde                      | Dania · BonzoKnud Degn · Christian Nielsen · Vilhelm Vett                                       | Holandia · Willem-SixJoop Carp · Anthonij Guépin · Jan Vreede                                          |
| 8 metrów           | Norwegia · BéraCarl Ringvold · Rick Bockelie · Harald Hagen · Ingar Nielsen · Carl Ringvold | Wielka Brytania · EmilyErnest Roney · Edwin Jacob · Thomas Riggs · Walter Riggs · Gordon Fowler | Francja · NamousseLouis Breguet · Pierre Gauthier · Robert Girardet · André Guerrier · Georges Mollard |

## Kraje uczestniczące
W zawodach wzięło udział 31 załóg, łącznie 65 żeglarzy z 19 krajów (w tym 1 kobieta – Szwajcarka Ella Maillart):
| - Argentyna (5) - Belgia (8) - Czechosłowacja (1) - Dania (4) - Finlandia (1) - Francja (9) - Hiszpania (3) - Holandia (4) - Kanada (1) - Kuba (3) | - Monako (1) - Norwegia (9) - Polska (1) - Portugalia (1) - Szwajcaria (1) - Szwecja (4) - Wielka Brytania (5) - Włochy (3) - Południowa Afryka (1) |